# 2016–2017-es német női labdarúgó-bajnokság (első osztály)
A 2016–2017-es német női labdarúgó-bajnokság - eredeti német nevén Frauen-Bundesliga - a 27. szezonja volt a Bundesligának. A címvédő a Bayern München volt, a bajnok pedig a VfL Wolfsburg lett.

## Csapatok adatai

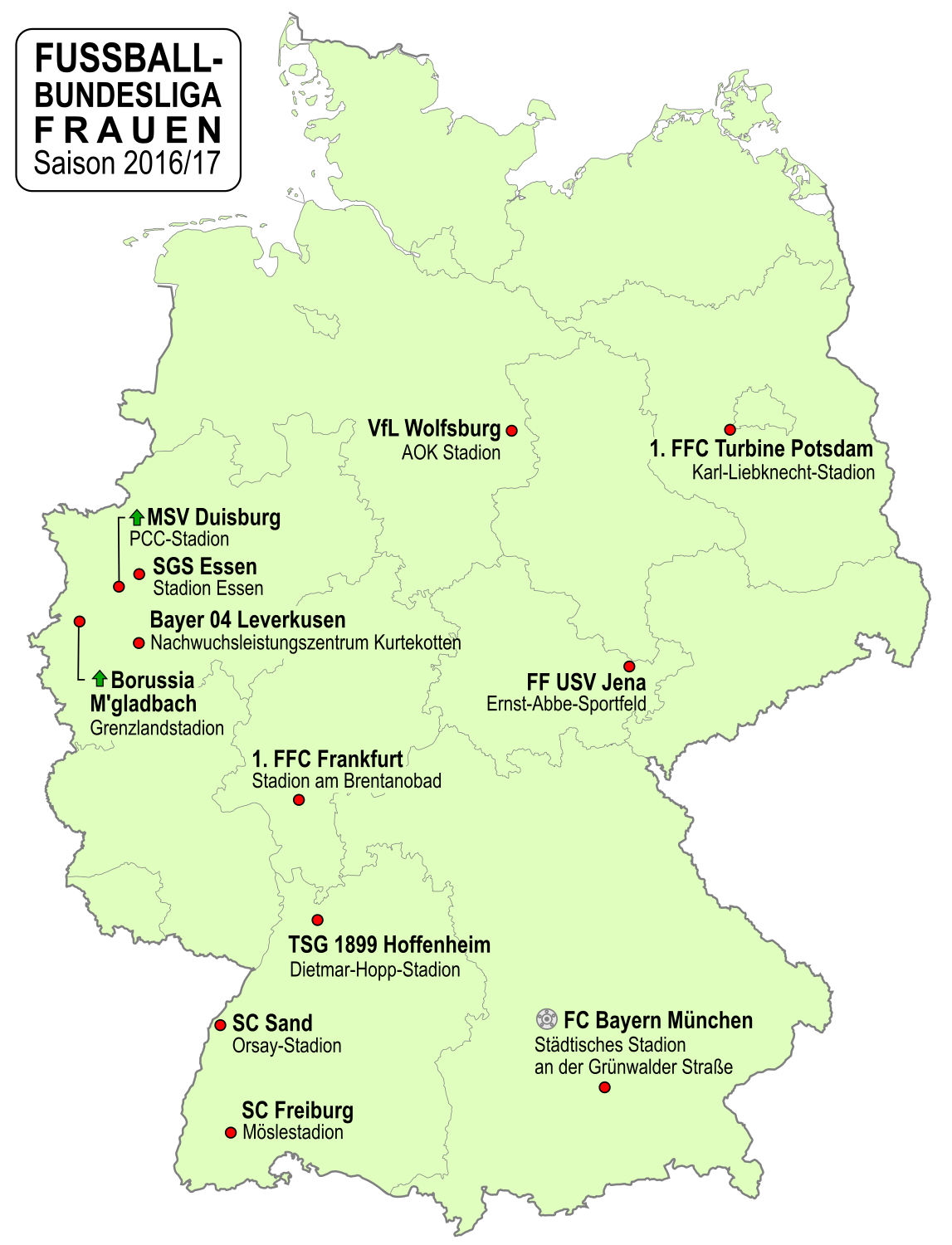
A bajnokságban résztvevő csapatok elhelyezkedése.

A bajnokságban 12 csapat vett részt: a tavalyi bajnokság bennmaradt 10 csapata, és 2 feljutó. A másodosztály két csoportjának győztese (az MSV Duisburg és a Borussia Mönchengladbach) feljutott a Bundesligába.
| Csapat                   | Város           | Stadion                            | Befogadóképesség |
| ------------------------ | --------------- | ---------------------------------- | ---------------- |
| MSV Duisburg             | Duisburg        | PCC-Stadion                        | 3,000            |
| SGS Essen                | Essen           | Stadion Essen                      | 20,000           |
| 1. FFC Frankfurt         | Frankfurt       | Stadion am Brentanobad             | 5,500            |
| SC Freiburg              | Freiburg        | Möslestadion                       | 5,400            |
| 1899 Hoffenheim          | Hoffenheim      | Dietmar-Hopp-Stadion               | 6,350            |
| FF USV Jena              | Jéna            | Ernst-Abbe-Sportfeld               | 10,800           |
| Bayer 04 Leverkusen      | Leverkusen      | Jugendleistungszentrum Kurtekotten | 1,140            |
| Borussia Mönchengladbach | Mönchengladbach | Grenzlandstadion                   | 10,000           |
| FC Bayern München        | München         | Grünwalder Stadion                 | 12,500           |
| 1. FFC Turbine Potsdam   | Potsdam         | Karl-Liebknecht-Stadion            | 10,786           |
| SC Sand                  | Willstätt       | Kühnmatt Stadion                   | 2,000            |
| VfL Wolfsburg            | Wolfsburg       | AOK Stadion                        | 5,200            |

## Tabella
| Hely. | Csapat                        | M  | Gy | D | V  | G+ | G– | Gk  | P  | Továbbjutás vagy kiesés           |
| ----- | ----------------------------- | -- | -- | - | -- | -- | -- | --- | -- | --------------------------------- |
| 1.    | VfL Wolfsburg (C)             | 22 | 17 | 3 | 2  | 56 | 14 | +42 | 54 | Indulás: UEFA Női Bajnokok Ligája |
| 2.    | Bayern MünchenCV              | 22 | 17 | 1 | 4  | 36 | 15 | +21 | 52 | Indulás: UEFA Női Bajnokok Ligája |
| 3.    | Turbine Potsdam               | 22 | 16 | 2 | 4  | 42 | 16 | +26 | 50 |                                   |
| 4.    | SC Freiburg                   | 22 | 13 | 6 | 3  | 45 | 20 | +25 | 45 |                                   |
| 5.    | 1. FFC Frankfurt              | 22 | 10 | 7 | 5  | 40 | 28 | +12 | 37 |                                   |
| 6.    | SGS Essen                     | 22 | 9  | 5 | 8  | 38 | 30 | +8  | 32 |                                   |
| 7.    | 1899 Hoffenheim               | 22 | 9  | 3 | 10 | 23 | 23 | 0   | 30 |                                   |
| 8.    | SC Sand                       | 22 | 8  | 4 | 10 | 29 | 23 | +6  | 28 |                                   |
| 9.    | FF USV Jena                   | 22 | 5  | 2 | 15 | 19 | 34 | −15 | 17 |                                   |
| 10.   | MSV DuisburgÚ                 | 22 | 4  | 4 | 14 | 19 | 49 | −30 | 16 |                                   |
| 11.   | Bayer Leverkusen (R)          | 22 | 2  | 3 | 17 | 16 | 53 | −37 | 9  | Kiesés: 2. Bundesliga             |
| 12.   | Borussia MönchengladbachÚ (R) | 22 | 2  | 0 | 20 | 8  | 66 | −58 | 6  | Kiesés: 2. Bundesliga             |

## Statisztika

### Góllövőlista
| # | Játékos          | Klub             | Gólok |
| - | ---------------- | ---------------- | ----- |
| 1 | Mandy Islacker   | 1. FFC Frankfurt | 19    |
| 2 | Vivianne Miedema | Bayern München   | 14    |
| 3 | Hasret Kayikçi   | SC Freiburg      | 12    |
| 4 | Lina Magull      | SC Freiburg      | 11    |
| 5 | Tabea Kemme      | Turbine Potsdam  | 10    |
| 6 | Alexandra Popp   | VfL Wolfsburg    | 8     |
| 6 | Lea Schüller     | SGS Essen        | 8     |
| 8 | Nina Burger      | SC Sand          | 7     |
| 8 | Svenja Huth      | Turbine Potsdam  | 7     |
| 8 | Felicitas Rauch  | Turbine Potsdam  | 7     |

### Mesterhármasok
| Játékos         | Csapat           | Ellenfél                 | Eredmény | Időpont              | Forrás |
| --------------- | ---------------- | ------------------------ | -------- | -------------------- | ------ |
| Mandy Islacker  | 1. FFC Frankfurt | Borussia Mönchengladbach | 8–0      | 2016. szeptember 4.  | [ 5 ]  |
| Lena Petermann  | SC Freiburg      | MSV Duisburg             | 5–0      | 2016. szeptember 11. | [ 6 ]  |
| Mandy Islacker  | 1. FFC Frankfurt | SGS Essen                | 3–0      | 19 March 2017        | [ 7 ]  |
| Lina Magull     | SC Freiburg      | SGS Essen                | 4–2      | 2017. április 30.    | [ 8 ]  |
| Pernille Harder | VfL Wolfsburg    | Borussia Mönchengladbach | 8–0      | 2017. április 30.    | [ 9 ]  |
| Lea Schüller    | SGS Essen        | Bayer Leverkusen         | 7–1      | 2017. május 14.      | [ 10 ] |